# (9493) Enescu
(9493) Enescu (3100 T-1) – planetoida z grupy pasa głównego asteroid okrążająca Słońce w ciągu 4,17 lat w średniej odległości 2,59 j.a. Odkryta 26 marca 1971 roku.